# Miraflores de la Sierra
Miraflores de la Sierra és un municipi de la Comunitat de Madrid. Limita al nord amb Canencia, amb Bustarviejo al nord-oest, amb Guadalix de la Sierra al sud-oest, amb Colmenar Viejo al sud, amb Soto del Real a l'oest i amb Rascafría al nord-oest.

## Evolució demogràfica
| Variació demogràfica del municipi entre 1991 i 2006 | Variació demogràfica del municipi entre 1991 i 2006 | Variació demogràfica del municipi entre 1991 i 2006 | Variació demogràfica del municipi entre 1991 i 2006 |
| --------------------------------------------------- | --------------------------------------------------- | --------------------------------------------------- | --------------------------------------------------- |
| 1991                                                | 1996                                                | 2001                                                | 2006                                                |
| 2636                                                | 3365                                                | 3928                                                | 5344                                                |

## Història

### Edat mitjana
No se sap quin va ser la data exacta de la seva fundació. Diego Colmenares afirma que ja existien els pobles del Real de Manzanares en 1287. La fundació de Porquerizas (antic nom del municipi) se suposa durant el regnat d'Alfons X de Castella el Savi, entre 1252 i 1284, es creu que va ser aquest monarca cap a 1268 quan posa aquestes terres sota la seva protecció denominant-les Real de Manzanares, i donant permís a ambdues comunitats a la seva repoblació sense prejudici de qui corresponguin aquestes terres posteriorment. Així sorgeixen definitivament Guadalix de la Sierra, Porquerizas, Colmenar Viejo o Manzanares el Real En 1363 Joan I de Castella cedeix aquest territori a Pedro González de Mendoza antecessor dels Comtes del Real Manzanares, Marquesos de Santillana i Ducs de l'Infantado.

### Edat Moderna
En 1501, amb la facultat dels Reis Catòlics, Porquerizas i altres llogarets del Real porten a terme els amollonaments dels seus termes, sorgint amb això problemes entre Porquerizas i Guadalix de la Serra, igual que sorgeixen conflictes amb Barracas (avui Soto del Real) i Bustarviejo. En 1523 Carles I, li atorga al nostre llogaret el rang de vila, pel qual deixava de dependre jurídicament de Manzanares. Però encara seguien pertanyent al senyoriu dels Ducs de l'Infantado.

### Edat Contemporània
A principis del S.XIX, l'Ajuntament d'aquest poble, partidari de la Junta de Defensa Nacional contra les tropes napoleòniques, es converteix en alberg i zona d'avituallament per a nombroses partides comandadas pel guerriller Abril que en 1812 va mantenir alguna escaramussa amb els francesos durant la Guerra de la Independència Espanyola Des de finals del segle xix, aquest poble és reconegut com a centre habitual de visitants que venen atrets pel poble en si i pels seus voltants que són reclam per a nombrosos excursionistes i muntanyencs que s'endinsen en els ports de Canencia i Morcuera, on recorren nombroses rutes i senderes entre els quals destaca entre molts l'inici de la Cuerda Larga.